# Cooper Evans
Thomas Cooper Evans (ur. 26 maja 1924 w Cedar Rapids, Linn Conty, Iowa, zm. 22 grudnia 2005) – amerykański polityk, członek Izby Reprezentantów z ramienia Partii Republikańskiej.
Służył wojskowo w piechocie amerykańskiej podczas II wojny światowej, dochodząc do stopnia oficerskiego. Ukończył po wojnie studia inżynierskie, m.in. na szkockim St. Andrews University. W latach 1949–1965 był oficerem w Korpusie Inżynierskim Armii. Po odejściu z wojska pracował w instytucjach rolniczych i gospodarczych w stanie Iowa.
W latach 1975–1979 pełnił mandat deputowanego do stanowej Izby Reprezentantów Iowa. Uczestniczył regularnie w stanowym konwencjach Partii Republikańskiej. W latach 1981–1987 zasiadał w Izbie Reprezentantów USA przez trzy kolejne kadencje; o czwartą kadencję w 1986 nie ubiegał się.